# Campionati mondiali di sollevamento pesi 2019 - 59 kg femminile
Le gare di sollevamento pesi della categoria fino a 59 kg femminile — pesi leggeri — dei campionati mondiali del 2019 si sono svolte dal 20 al 21 settembre 2019 a Pattaya presso l'Eastern National Sports Training Center.
Jacinta Sumagaysay, iscritta inizialmente nella gara dei pesi piuma, fu in seguito avanzata di categoria, nel medesimo gruppo.

## Programma
L'orario indicato corrisponde a quello thailandese (UTC+07:00)
| Data              | Orario | Evento   |
| ----------------- | ------ | -------- |
| 20 settembre 2019 | 10:00  | Gruppo D |
| 20 settembre 2019 | 22:30  | Gruppo C |
| 21 settembre 2019 | 12:00  | Gruppo B |
| 21 settembre 2019 | 17:55  | Gruppo A |

## Medagliate
Per ciascun esercizio, le prime tre classificate sono le seguenti:
| Esercizio | Oro            | Oro    | Argento        | Argento | Bronzo       | Bronzo |
| --------- | -------------- | ------ | -------------- | ------- | ------------ | ------ |
| Strappo   | Choe Hyo-sim   | 107 kg | Kuo Hsing-chun | 106 kg  | Chen Guiming | 101 kg |
| Slancio   | Kuo Hsing-chun | 140 kg | Choe Hyo-sim   | 138 kg  | Chen Guiming | 132 kg |
| Totale    | Kuo Hsing-chun | 246 kg | Choe Hyo-sim   | 245 kg  | Chen Guiming | 233 kg |

## Record
Prima di questa competizione, i record mondiali esistenti erano i seguenti:
| Record mondiale | Strappo | Kuo Hsing-chun | 106 kg | Ningbo, Cina | 23 aprile 2019 |
| Record mondiale | Slancio | Kuo Hsing-chun | 137 kg | Ningbo, Cina | 23 aprile 2019 |
| Record mondiale | Totale  | Kuo Hsing-chun | 243 kg | Ningbo, Cina | 23 aprile 2019 |

## Risultati
| Pos. | Atleta                         | Gr. | Peso atleta | Strappo (kg) | Strappo (kg) | Strappo (kg) | Strappo (kg) | Slancio (kg) | Slancio (kg) | Slancio (kg) | Slancio (kg) | Totale   |
| Pos. | Atleta                         | Gr. | Peso atleta | 1            | 2            | 3            | Pos.         | 1            | 2            | 3            | Pos.         | Totale   |
| ---- | ------------------------------ | --- | ----------- | ------------ | ------------ | ------------ | ------------ | ------------ | ------------ | ------------ | ------------ | -------- |
|      | Kuo Hsing-chun (TPE)           | A   | 58.55       | 103          | 106          | 106          |              | 133          | 137          | 140          |              | 246      |
|      | Choe Hyo-sim (PRK)             | A   | 58.95       | 100          | 104          | 107          |              | 130          | 135          | 138          |              | 245      |
|      | Chen Guiming (CHN)             | A   | 58.85       | 97           | 101          | 103          |              | 127          | 132          | 138          |              | 233      |
| 4    | Rosivé Silgado (COL)           | A   | 59.00       | 93           | 96           | 98           | 6            | 121          | 126          | 128          | 4            | 222      |
| 5    | Mikiko Andō (JPN)              | A   | 58.80       | 93           | 96           | 98           | 7            | 123          | 126          | 128          | 5            | 222      |
| 6    | Zoe Smith (GBR)                | A   | 58.90       | 93           | 96           | 96           | 12           | 119          | 123          | 123          | 6            | 216      |
| 7    | Yusleidy Figueroa (VEN)        | B   | 58.65       | 90           | 93           | 95           | 10           | 120          | 122          | 122          | 7            | 215      |
| 8    | Rebeka Koha (LAT)              | A   | 58.75       | 92           | 95           | 97           | 4            | 112          | 115          | 118          | 12           | 215      |
| 9    | Hoàng Thị Duyên (VIE)          | B   | 58.95       | 96           | 96           | 96           | 5            | 112          | 115          | 118          | 10           | 214      |
| 10   | Janeth Gómez (MEX)             | A   | 58.50       | 92           | 95           | 98           | 9            | 114          | 118          | 121          | 11           | 213      |
| 11   | Quisia Guicho (MEX)            | B   | 58.75       | 89           | 91           | 93           | 16           | 118          | 122          | 123          | 9            | 209      |
| 12   | Dora Tchakounté (FRA)          | B   | 58.95       | 88           | 92           | 96           | 13           | 110          | 110          | 114          | 14           | 206      |
| 13   | Alexandra Escobar (ECU)        | C   | 58.90       | 85           | 87           | 90           | 17           | 105          | 110          | 115          | 13           | 205      |
| 14   | Izabella Yaylyan (ARM)         | B   | 58.70       | 88           | 88           | 92           | 14           | 110          | 114          | 115          | 15           | 202      |
| 15   | Kim So-hwa (KOR)               | B   | 58.75       | 89           | 92           | 92           | 15           | 109          | 112          | 112          | 17           | 201      |
| 16   | Hunter Elam (USA)              | B   | 59.00       | 90           | 93           | 93           | 18           | 110          | 110          | 114          | 16           | 200      |
| 17   | Maria Grazia Alemanno (ITA)    | B   | 58.85       | 90           | 92           | 93           | 11           | 105          | 110          | 110          | 22           | 198      |
| 18   | Tali Darsigny (CAN)            | B   | 59.00       | 89           | 92           | 92           | 19           | 108          | 108          | 108          | 18           | 197      |
| 19   | Ine Andersson (NOR)            | C   | 58.60       | 82           | 85           | 87           | 20           | 103          | 106          | 110          | 19           | 193      |
| 20   | Jessica Lucero (USA)           | B   | 59.00       | 86           | 86           | 86           | 22           | 101          | 105          | 108          | 23           | 191      |
| 21   | Sol Anette Waaler (NOR)        | C   | 58.85       | 82           | 82           | 82           | 26           | 105          | 107          | 107          | 21           | 187      |
| 22   | Saara Leskinen (FIN)           | B   | 58.95       | 86           | 86           | 89           | 21           | 101          | 107          | 107          | 27           | 187      |
| 23   | Erika Yamasaki (AUS)           | C   | 58.70       | 80           | 83           | 83           | 29           | 102          | 106          | 106          | 20           | 186      |
| 24   | Johanni Taljaard (RSA)         | C   | 58.85       | 83           | 84           | 88           | 23           | 100          | 101          | 104          | 26           | 185      |
| 25   | Þuríður Helgadóttir (ISL)      | D   | 58.90       | 72           | 75           | 80           | 27           | 95           | 101          | 103          | 24           | 183      |
| 26   | Olivia Blatch (GBR)            | C   | 58.65       | 80           | 82           | 82           | 25           | 101          | 104          | 104          | 25           | 183      |
| 27   | Amalie Løvind (DEN)            | C   | 58.30       | 79           | 82           | 85           | 24           | 100          | 104          | 104          | 31           | 182      |
| 28   | Jenly Tegu Wini (SOL)          | C   | 58.55       | 80           | 82           | —            | 28           | 100          | 104          | —            | 29           | 180      |
| 29   | Margaret Colonia (PHI)         | C   | 58.95       | 73           | 77           | 80           | 30           | 100          | 105          | 105          | 30           | 180      |
| 30   | Marceeta Marlyne Marcus (MAS)  | D   | 57.85       | 70           | 70           | 73           | 32           | 95           | 100          | 102          | 28           | 173      |
| 31   | Jacinta Sumagaysay (GUM)       | D   | 58.95       | 65           | 70           | 73           | 34           | 85           | 90           | 95           | 32           | 165      |
| 32   | Scheila Meister (SUI)          | D   | 58.60       | 70           | 74           | 74           | 31           | 83           | 87           | 92           | 33           | 161      |
| 33   | Ivana Gorišek (CRO)            | D   | 58.40       | 70           | 71           | 71           | 33           | 81           | 83           | 84           | 35           | 155      |
| 34   | Dayanara Calma (GUM)           | D   | 58.80       | 66           | 66           | 66           | 35           | 85           | 88           | 90           | 34           | 151      |
| 35   | Magdeline Moyengwa (BOT)       | D   | 57.40       | 65           | 68           | 68           | 36           | 82           | 82           | 82           | 36           | 147      |
| —    | María Lobón (COL)              | A   | 59.00       | 95           | 98           | 98           | 8            | 120          | 120          | 120          | —            | —        |
| —    | Bojanka Kostova (AZE)          | A   | 58.80       | 103          | 103          | 103          | —            | 120          | 125          | —            | 8            | —        |
| —    | Baasanjargal Gansereeter (MGL) | C   | ritirata    | ritirata     | ritirata     | ritirata     | ritirata     | ritirata     | ritirata     | ritirata     | ritirata     | ritirata |
| —    | Tatiana Ullua (ARG)            | C   | ritirata    | ritirata     | ritirata     | ritirata     | ritirata     | ritirata     | ritirata     | ritirata     | ritirata     | ritirata |